# Jorge Rivera Galindo
Jorge Rivera (Puerto Tejada, Cauca, Colombia, 28 de octubre de 1978) es un exfutbolista colombiano. Jugaba de arquero y estuvo en clubes de Colombia, Perú y Chile. En el 2008 obtuvo la nacionalidad peruana y fue reconocido como el mejor arquero del año del fútbol peruano.

## Trayectoria
En el 2006 desciende con el Unión Huaral, a pesar de aquello "El corsh" tuvo bastante continuidad. En el 2008 fue elegido como el mejor portero del fútbol peruano llevando a Alianza Atlético de Sullana a clasificar a la Copa Sudamericana 2009. Luego de ello fue pedido por clubes como Sporting Cristal y Alianza Lima, sin embargo, llegando a Chile.
El año 2009 es dirigido por Jorge Sampaoli en el O'Higgins Compitiendo el puesto con el argentino Cesar Taborda además de compartir vestuario con Santiago Gentiletti y José Pedro Fuenzalida. Al año siguiente regresa a Perú para jugar por el Juan Aurich para reforzarlo en la Copa Libertadores 2010 y Campeonato Descentralizado 2010 donde fue habitual suplente del argentino Diego Morales junto a Diego Penny, ese año jugó 9 partidos y consiguió clasificar a la Copa Sudamericana 2011.
Luego de una gran campaña con el Sport Huancayo llega a Alianza Lima club por el cual siempre soñó jugar. Solo atajó 4 partidos.
En 2015 descendió con Sport Loreto.

## Clubes
| Club                    | País     | Año       |
| ----------------------- | -------- | --------- |
| Real Cartagena          | Colombia | 1999      |
| Alcides Vigo            | Perú     | 2000-2002 |
| Estudiantes de Medicina | Perú     | 2003      |
| Unión Huaral            | Perú     | 2004-2006 |
| Alianza Atlético        | Perú     | 2007-2008 |
| O'Higgins               | Chile    | 2009      |
| Juan Aurich             | Perú     | 2010      |
| Sport Huancayo          | Perú     | 2011      |
| Alianza Lima            | Perú     | 2012      |
| León de Huánuco         | Perú     | 2013-2014 |
| Sport Loreto            | Perú     | 2015      |
| Carlos A. Mannucci      | Perú     | 2016-2017 |

## Palmarés

### Campeonatos nacionales
| Título                    | Club           | País     | Año  |
| ------------------------- | -------------- | -------- | ---- |
| Segunda División del Perú | Alcides Vigo   | Perú     | 2001 |
| Primera B                 | Real Cartagena | Colombia | 1999 |